# Stanley (County Durham)
Stanley ist eine Stadt und eine Verwaltungseinheit im District County Durham in der Grafschaft Durham, England.

## Lage
Stanley liegt in den Hügelländern südlich des River Tyne. Es liegt ca. 15 km südwestlich von Newcastle-upon-Tyne, ca. 10 km westlich von Chester-le-Street, ca. 15 km westlich von Durham und ca. 10 km östlich von Consett.

## Geschichte
Archäologische Funde in der Gegend reichen bis in die Steinzeit zurück. Für Stanley selber sind sie aber recht spärlich, vereinzelt wurden eisenzeitliche Werkzeuge und römische Münzen gefunden.
Der Ort wird urkundlich zuerst 1211 als Stanlegh erwähnt. Der Name leitet sich von der altenglischen Bezeichnung für eine steinige Freifläche ab. Es gab ab 1394 ein Herrenhaus, das sich zwischen Stanley und Tanfield befand. Es wurde in den 1930er-Jahren abgerissen.
Durch den Kohlebergbau wuchs Stanley stark an und wurde zu einer Bergwerks- und Industriestadt. Zur Spitzenzeit der Kohleförderung gab es innerhalb eines Umkreises von 3 km Radius um das Ortszentrum 46 Kohlebergwerke. Heutzutage gibt es keinen Kohlebergbau mehr in der Umgebung, allerdings finden sich noch weiterhin Spuren davon, z. B. Abraumhalden, Bergstürze oder verfüllte Gruben.

## Bauwerke
In der Stadt selber gibt es mehrere recht alte Kirchengebäude. Das Bürger- und Verwaltungszentrum befindet sich in einem sanierten ehemaligen Fabrikgebäude am Westrand der Ortsmitte. In direkter Nähe steht das Louisa Centre ein modernes Sport- und Freizeitzentrum. Zwischen Stanley und Newcastle liegt das North of England Open Air Museum.

## Wirtschaft und Bevölkerung
Nach dem Niedergang des Bergbaus und der Schwerindustrie in den 1980er-Jahren ist die wirtschaftliche Situation des Ortes schwierig geblieben. Stanley profitiert mittlerweile von der Lage im Einzugsgebiet Newcastles. Der größte Teil aller Arbeitnehmer arbeitet im Dienstleistungssektor oder im verarbeitenden Gewerbe, die Arbeitslosenquote liegt mit ca. 6 % höher als im Landesdurchschnitt.
Das Durchschnittsalter der Bevölkerung liegt bei 40 Jahren, ethnische Minderheiten gibt es im Ort kaum.

## Infrastruktur
Stanley besitzt keinen Bahnanschluss mehr. Es ist über die A693 mit den Nachbarorten Consett und Chester-le-Street verbunden, über die A6076 erreicht man Newcastle. Der Busbahnhof stellt einen Knotenpunkt für die Buslinien der Umgebung dar.

## Persönlichkeiten

### Söhne und Töchter der Stadt
- David Horsley (1873–1933), Pionier der amerikanischen Filmindustrie
- Frederick Wilfrid Lancaster (1933–2013), Bibliotheks- und Informationswissenschaftler
- Yvonne Ridley (* 1959), Journalistin und Islamkonvertitin
- Brian Tinnion (* 1968), Fußballspieler und -trainer

## Fotos

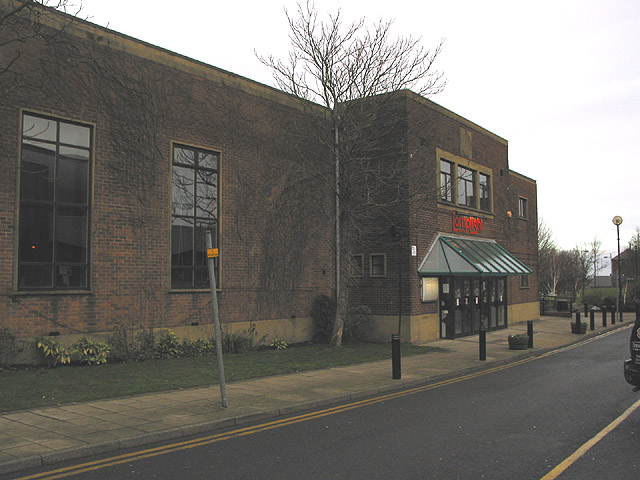
Bürger- und Verwaltungszentrum
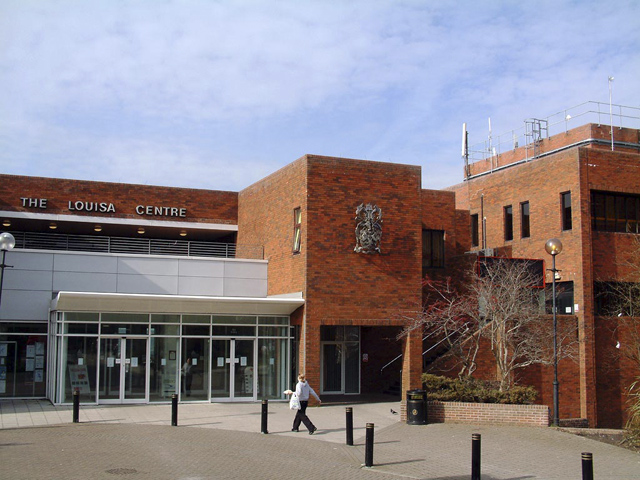
The Louisa Centre, Sport- und Freizeitzentrum
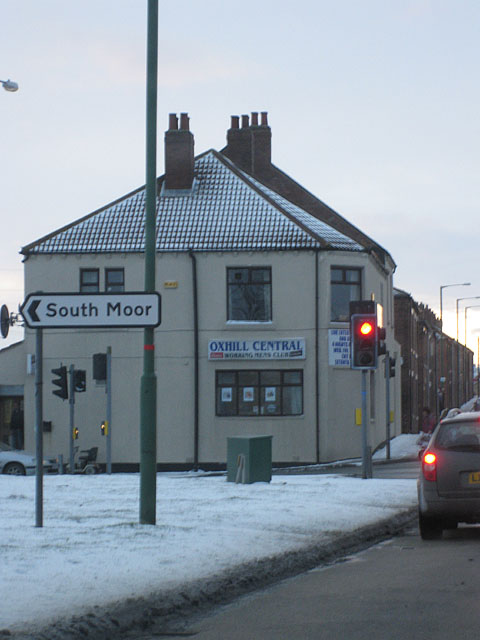
A693 im Ortsteil Oxhill
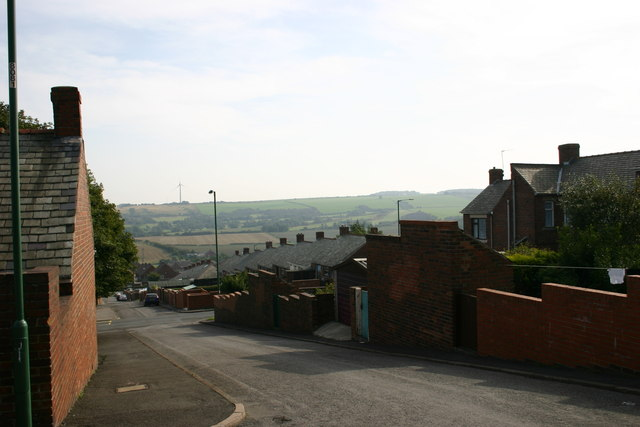
Wohngebiet im Südteil der Stadt
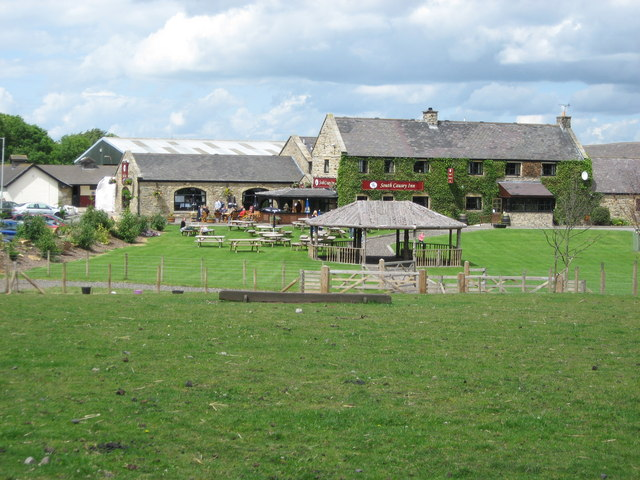
Hotel South Causey Inn am Nordrand der Stadt